# کحلونیه
کحلونیه (به عربی: كحلونية) یک منطقهٔ مسکونی در لبنان است که در شهرستان شوف واقع شده‌است.
 کحلونیه   ۸۵۰ متر بالاتر از سطح دریا واقع شده‌است.